# جورج تمبل بول
جورج توماس تمبل بول (بالإنجليزية: George Thomas Temple-Poole)‏ (29 مايو 1856 – 27 فبراير 1934) مهندسٌ معماري وموظفٌ عام بريطاني، اشتهر في بعمله في أستراليا الغربية عام 1885.
بصفته مشرفًا على الأشغال العامة، ثم مهندساً رئيسياً في غرب أستراليا، في فترة التطور الحضري السريع خلال ازدهار الذهب الأسترالي، قدم مساهمات ملحوظة في الهندسة المعمارية الأسترالية وتخطيط المدن قبل الاتحاد. غالبًا ما يتم تحديد تصميماته للأماكن العامة والمباني وحفظها من قبل المجالس المحلية وسجلات التراث. كما شغل أيضًا أدوارًا تتعلق بتخطيط المدن والتجارة والفنون و المجتمع في أستراليا الغربية. وساهم في تأسيس ورئاسة معهد أستراليا الغربية للمهندسين المعماريين (اندمج لاحقًا في المعهد الأسترالي للمهندسين المعماريين). 